# Lod (by)
 For alternative betydninger, se Lod. (Se også artikler, som begynder med Lod)
Lod er en fiktiv by omtalt i "Det Mørke Tårn"-serien bind 3 og 4, der er skrevet af forfatteren Stephen King. Lod er et sted, som bogens 4 gennemgående hovedpersoner skal igennem på deres vej, da de skal køre i tog fra Lod for at komme videre i retning mod det, som omtales som Det Mørke Tårn.
Ud over at være en fiktiv by, minder Lod 3 af hovedpersonerne om vores verdens New York med dens høje bygninger, brede boulevarder osv.
| Fiktion | Spire Denne artikel om en historie eller noget fiktivt er en spire som bør udbygges. Du er velkommen til at hjælpe Wikipedia ved at udvide den. |